# 斯塔萬格 (伊利諾伊州)
斯塔萬格（英語：Stavanger）是位於美國伊利諾伊州拉薩爾縣的一個非建制地區。該地的面積和人口皆未知。

## 地理
斯塔萬格的座標為41°23′55″N 88°36′50″W / 41.39861°N 88.61389°W，而該地的平均海拔高度為206米（即676英尺）。